# 知行院
知行院（ちぎょういん）は、東京都世田谷区にある天台宗の寺院。

## 概要
1588年（天正16年）、当地の領主喜多見勝忠の開基である。
文明年間（1469年～1487年）、当寺の前身となる十王堂（閻魔堂）と護摩堂があったといわれており、頼存法印がそれらを基に寺院を創建したといわれている。領主の喜多見勝忠も土地を寄進したため、開基としている。
元々の本尊は十一面観音であったが、享保年間（1716年～1736年）に阿弥陀如来に変更された。明治時代の廃仏毀釈で本寺の「祷善寺」が廃寺となり、祷善寺の本尊だった薬師如来が現在の本尊となった。

## 交通アクセス
- 小田急小田原線成城学園前駅より徒歩20分。
- 成城学園前駅または二子玉川駅よりバス(玉07系統)「次大夫堀公園前」下車。

## ギャラリー

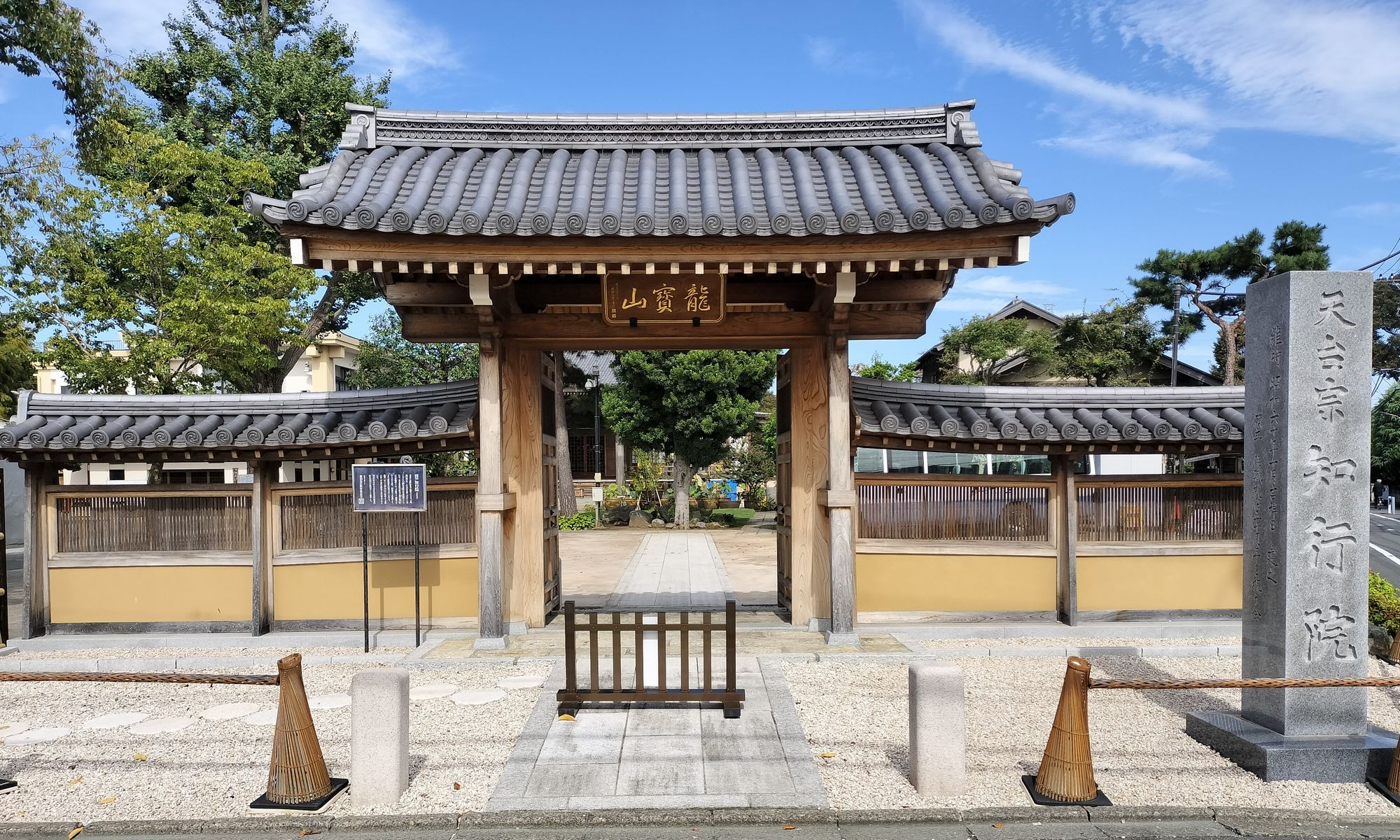
山門の正面より